# Polystichum rachichlaena
Polystichum rachichlaena là một loài thực vật có mạch trong họ Dryopteridaceae. Loài này được Fée miêu tả khoa học đầu tiên năm 1857.